# 479 Caprera
Caprera (asteroide 479) é um asteroide da cintura principal com um diâmetro de 72,98 quilómetros, a 2,1228255 UA. Possui uma excentricidade de 0,2195653 e um período orbital de 1 638,54 dias (4,49 anos).
Caprera tem uma velocidade orbital média de 18,05942332 km/s e uma inclinação de 8,66429º.
Esse asteroide foi descoberto em 12 de Novembro de 1901 por Luigi Carnera.